# Oli mineral

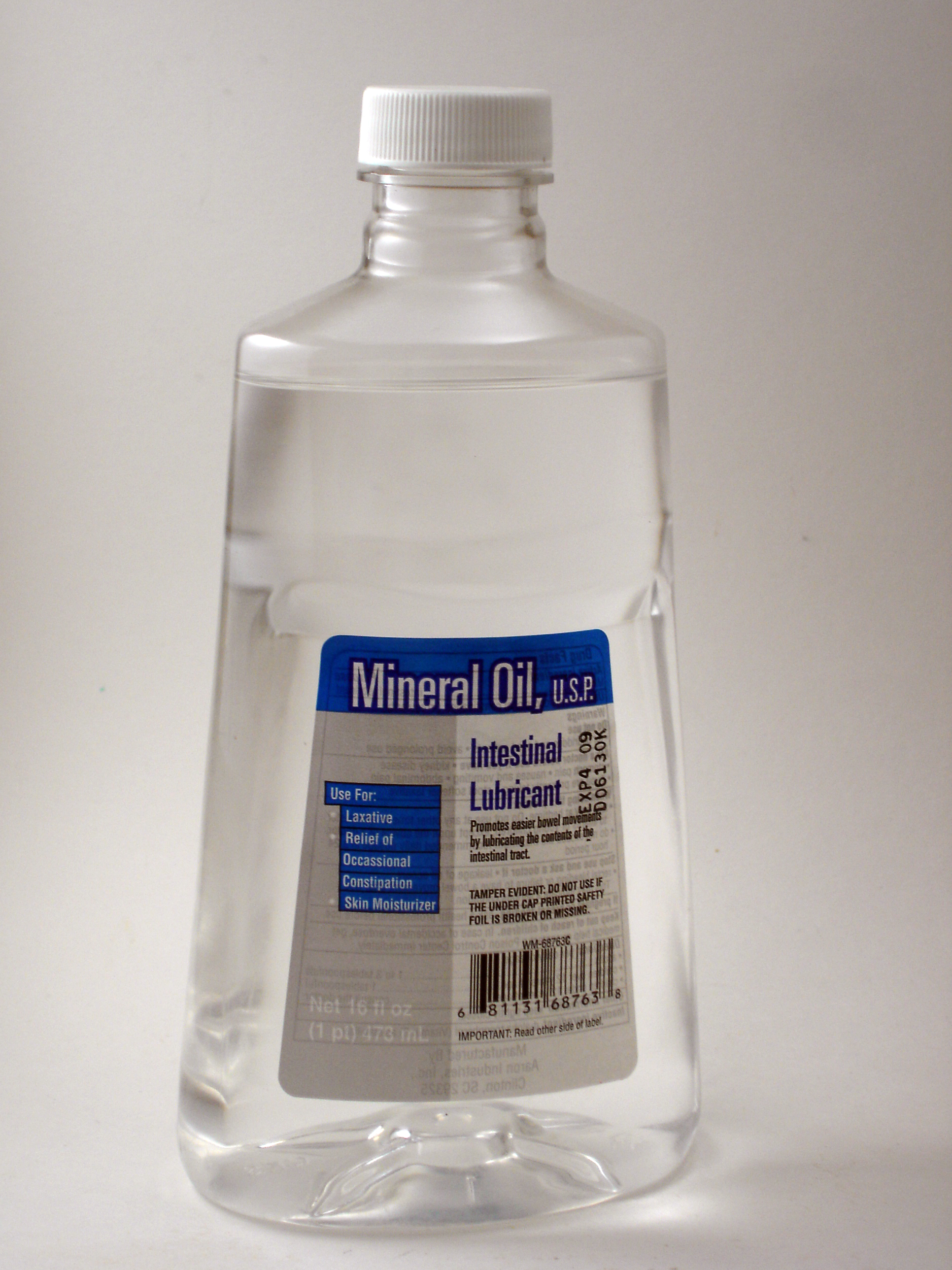
Ampolla d'oli mineral.

Un oli mineral és un subproducte líquid de la destil·lació del petroli des del petroli cru. Un oli mineral en aquest sentit és un oli transparent incolor compost típicament d'alcans (típicament de 15 a 40 carbonis) i parafina cíclica. Té una densitat d'uns 0,8 g/cm³.
L'oli mineral és una substància de relativament baix preu i se'n produeixen en grans quantitats. L'oli mineral està disponible en graus lleugers i pesants. Té molts usos. La majoria es fan servir com lubricants o refrigerants o per les seves propietats elèctriques. Bàsicament n'hi ha tres classes de refinats:
- Olis parafínics basats en n-alcans
- Olis naftènics basats en cicloalcans
- Olis aromàtics basats en hidrocarburs aromàtics, no s'ha de confondre amb olis essencials.